# Skinhead
Pour les articles homonymes, voir Skinhead (homonymie).
 (mars 2023).
Si vous disposez d'ouvrages ou d'articles de référence ou si vous connaissez des sites web de qualité traitant du thème abordé ici, merci de compléter l'article en donnant les références utiles à sa vérifiabilité et en les liant à la section « Notes et références ».
 (juin 2017).
Skinhead (des mots anglais skin « peau » et head « tête » : « cuir chevelu – à nu ») désigne à l'origine un jeune prolétaire britannique aux cheveux tondus ou non. Le phénomène skinhead est né au Royaume-Uni en 1964 au sein du mouvement mods . Il est une évolution ouvrière et violente de la mouvance modernist (les mods). En évoluant et en se diversifiant, la culture skinhead adopte divers styles musicaux. Si au début leur culture musicale emprunte principalement à leurs aînés mods la soul américaine et le ska, à partir de 1967, les skinheads accompagnent l'explosion du rocksteady et du reggae naissant, dont l'impact en Grande-Bretagne en font les principaux amateurs en dehors de la communauté immigrée. Avec les années 1970, le glam rock vient s'ajouter à cet engouement, puis le retour des skinheads à partir de 1978 accompagne la naissance d'une partie de la scène punk rock puis de la Oi!. Il est à noter que le hardcore punk aux États-Unis est un style qui est adopté par les skinheads dès le début des années 1980 (avec Agnostic Front, Warzone ou The Abused par exemple).
À la fois mode vestimentaire et musicale, cette première vague skinhead n'est rattachée à aucun mouvement politique tout en étant fortement influencée par ses origines ouvrières. En s'étendant au reste du monde dix ans plus tard, le phénomène skinhead a connu des évolutions importantes.
À l'origine les skinheads n'étaient en aucun cas des militants politiques ou syndicaux. Leurs points communs étaient leur origine sociale modeste, leur amour de la musique noire, en particulier jamaïcaine, et leur goût pour la bagarre. Cette mode rassemblait aussi bien des blancs que des noirs. C'est avec l'apparition du punk rock en 1977, et surtout du chômage qui frappe de plein fouet l'Europe à la fin des années 1970, que le mouvement skinhead se scinde, et qu'une partie des skinheads est séduite par les textes néonazis de la seconde formation du groupe britannique Skrewdriver (voir Rock anticommuniste), tandis que d'autres se tournent vers l'extrême gauche ou refusent la politique.
Actuellement, les skinheads sont nombreux à travers le monde, mais profondément divisés, tant par leurs références musicales, que par leurs attaches idéologiques. Le clivage principal demeure l'opposition politique, entre une tendance marquée par l'extrême droite, les apolitiques d'autre part, et l'extrême gauche par ailleurs. Il n'existe pas de mouvement global skinhead, mais une mouvance hétérogène. Cette mouvance peut être définie et comprise comme un ensemble de références musicales et vestimentaires revendiquées en partie ou en totalité par des groupes d'individus aux comportements et aux idées très différentes.

## Description
Certains détails historiques semblent ancrer le phénomène skinhead dans une filiation plus ancienne bien que sujette à caution. Pendant la Première Révolution anglaise (1641-1649), les partisans du Parlement menés par Oliver Cromwell étaient appelés les round heads (têtes rondes) par leurs ennemis en raison de leur coupe de cheveux courte opposée à la longue chevelure des aristocrates partisans du roi Charles Ier. La ressemblance avec les skinheads s'arrête là, car les partisans de Cromwell, même s'ils recrutaient beaucoup parmi les classes populaires, étaient avant tout des protestants puritains d'inspiration calviniste qui refusaient les prétentions absolutistes du roi et la possibilité d'un rétablissement du catholicisme en Angleterre.
Il y aurait également mention d'individus répondant à la définition et à l'appellation du skinhead dès le début du XXe siècle dans la presse du Royaume-Uni, le terme désignait de jeunes voyous issus des quartiers pauvres et aux cheveux courts, l'équivalent des « Apaches de la zone » en France. Un ouvrage édité en 1908 The Classic Slum de Robert Roberts décrit de manière troublante les corner kids, jeunes ouvriers violents vêtus de chaussures de sécurité, de chemises de travail et de bretelles, les cheveux tondus qui effraient la « bonne société » dans les quartiers malfamés du nord de l'Angleterre.
Néanmoins, dans son acception moderne claire et stricte, skinhead s'applique à un mouvement de jeunesse né progressivement dans la seconde moitié des années 1960 au Royaume-Uni. Il s'agit en fait de la fusion progressive en une entité propre des rude boys, jeunes noirs d'origine antillaise (surtout jamaïcaine), et des plus prolétarisés des mods, jeunes blancs fans de scooters et de musique soul (qui seront rétrospectivement appelés hardmods à la fin des années 1970). Dans son sens grand public le terme skinhead signifie « un jeune aux cheveux rasés, vêtu de manière paramilitaire et exprimant avec violence idées racistes et néo nazies ». Pourtant la réalité des faits et leur histoire est bien plus complexe. En effet une partie des skinheads actuels dénie aux adeptes des thèses d’extrême droite le droit de s'appeler eux-mêmes skinheads et les qualifie de boneheads (littéralement « crânes d'os », ce qui familièrement signifie « crétins »).
À l'inverse, les skinheads d'extrême droite se considèrent comme les seuls skinheads authentiques dans la continuité du paki-bashing, d'un patriotisme de plus en plus exacerbé par rapport aux skins originaux. Ces skins nationalistes, voire néonazis, surnomment les skinheads antiracistes reds (littéralement « rouges»).
Ces ramifications, complexes et parfois incompréhensibles pour les non-initiés, rendent extrêmement difficile une description claire et définitive.

### Style vestimentaire
Certains prétendent que les premiers skinheads se sont tondus les cheveux pour se distinguer des hippies. Rien n'est plus faux puisque l'évolution des mods vers les skinheads est antérieure à la naissance des hippies britanniques. On raconte encore qu'il s'agit d'un moyen d'échapper à la police montée lors des émeutes ou des bagarres. En réalité, beaucoup de ces jeunes sont ouvriers. Ils portent les cheveux courts en raison des normes de sécurité imposées sur leur lieu de travail. Dans les familles issues de milieux populaires, porter les cheveux courts c'est faire partie de la société sérieuse et laborieuse. Ces explications nombreuses alimentent la mythologie skinhead : les skinheads ne veulent pas ressembler à des hippies, les skinheads sont issus de la classe ouvrière, les skinheads aiment se battre et détestent la police.
Le look skinhead est beaucoup plus standardisé par rapport à l'individualisme forcené et en permanente évolution des mods originaux : cheveux courts (tondus ou coupés court, mais rarement rasés à blanc à cette époque), favoris, bretelles étroites dont les pinces sont posées parallèlement, blue-jeans Levi Strauss & Co., modèle 501 ou Sta press (pantalon cigarette à plis permanent) ou Wrangler coupé court ou pantalons du même type. Le classement des chaussures de sécurité comme armes à partir de 1969 et l'interdiction de les porter en dehors du lieu de travail va favoriser la généralisation du port du vêtement le plus emblématique de la garde robe skinhead, les chaussures de marque Dr. Martens.
S'il s'agit à la base de chaussures orthopédiques de sécurité, les modèles sans coques sont les plus prisés. En effet les « docs coquées » classées comme arme, très peu de skinheads originaux se risquent à en porter contrairement aux idées reçues. Les Dr. Martens — alors que curieusement des marques autant portées à l'époque telles Hawkins (et son modèle Astronaut), Solovair ou Grafters sont tombées dans l'oubli — sont devenues la marque symbolisant à elle seule la mouvance skinhead. Un des plus gros succès des charts pop 1969 (une reprise reggae du tube de Nancy Sinatra de 1966 These Boots Are Made for Walkin') y fait explicitement référence : le refrain du These boots are made for stomping des anglo-jamaïcains Symarip précise : « ces bottes sont faites pour stomper et c'est tout ce qu'elle font », (le stomping est une des danses des skinheads consistant à lever et reposer lourdement ses pieds en rythme).
Les Monkey boots sont essentiellement portés par les skinhead girls (parfois affublées du terme légèrement péjoratif de birds), Dr. Martens ne proposant à l'époque pas de petites tailles pour leurs chaussures montantes. Loafers, Bowling shoes, Clarks desert boots sont autant de reliquats de la période mod ou plus rarement des chaussures de sport de type baskets (à l'image des kicks ou samba de chez Adidas qui se populariseront lors du revival des années 1980).
La garde-robe est assortie de vêtements conçus pour le climat de la Grande-Bretagne et inspiré notamment du style Ivy league Américain (Harrington) ou Monkey Jacket (parfois appelé Mod Jacket). Le blouson Harrington — commercialisé par la marque Baracuta, porté par les mods, puis les skinheads et enfin, dix ans plus tard les punks —, n'est pas une marque mais un type de veste légère en toile de coton unie doublée de tissus à carreaux écossais (tartan). Le nom vient du héros de la série télévisée américaine Peyton Place, très populaire au début des années 1960, Rodney Harrington, qui portait ce vêtement. D'une manière générale et indépendamment de l’allégeance à un de ces mouvements, le Harrington est une icône vestimentaire partagée par toutes les classes et toutes les générations de Britanniques dans les années 1960 et 1970.
D'autres manteaux et pardessus sont couramment utilisés par les skins selon qu'ils soient au travail, à l'école ou en soirée. On peut citer le donkey jacket (manteau d'ouvrier inclus dans le paquetage des vêtements de travail, docker, mineur ou éboueur), enfin le Crombie (veste anglaise mais ressemblant au style des jeunes Jamaïcains) est considéré comme le plus élégant. Marginalement avant 1979, certains blousons tels le bombers jacket sont parfois portés.
Dans les soirées, le costume de couleur noire ou en tissu Tonic (tissu changeant légèrement de couleur à la lumière), est porté pour danser ou frimer en soirée dans certains cercles skinheads les plus « pointilleux » et représente le « Saint Graal » de ces jeunes qui peuvent ainsi dépenser leurs premières paies en les faisant tailler sur mesure (bespoke).
D'autres accessoires viennent parfaire la panoplie : écharpe de football ou aux motifs cachemire (Paisley), en soie et à pois (Polka dot). Les casquettes plates (en feutre, en tweed, unie ou à chevrons) sont parfois portée en concurrence avec le chapeau pork-pie ou trilby pour afficher son appartenance à cette tribu urbaine. Les jeunes filles skinheads portent des pulls mohair, des mini-jupes, des costumes longs à quatre ou cinq boutons, des mocassins type Penny Loafers. La coupe de cheveux typique des skinhead girls, dite chelsea, est à l'origine une coupe « à la garçonne » telle que celle arborée par le mannequin Twiggy (cheveux coupés court sur le sommet du crâne avec une frange longue sur le devant et quelques mèches longues dans le cou et sur les côtés) elle raccourcira progressivement à la fin des années 1970 seulement à l'instar de la coupe de leurs homologues masculins, de même qu'il faut attendre cette période pour les voir adopter progressivement un look de plus en plus similaire aux hommes.
Le tatouage aussi est un marqueur fréquemment associé aux skinheads. Les Britanniques de milieux modestes l'affectionnent et les skinheads en font une véritable institution. Il serait vain ici de décrire la vaste gamme des tatouages spécifiquement skinhead, mais on doit considérer qu'il faut attendre le revival de 1979 pour les voir popularisés.
Le look skinhead est donc inspiré des ouvriers de l'époque auxquels se sont ajoutés des vêtements de travail et progressivement des références sportswear, voire de surplus militaire. Ces adolescents et ces jeunes adultes s'approprient, comme ceux d'aujourd'hui, certaines marques qui deviennent ainsi emblématiques : Fred Perry, Lonsdale, Ben Sherman, Jaytex, Arnold Palmer, Loakes, Brutus ou encore Adidas.

## Histoire

### Des mods aux skinheads
Les skinheads sont issus de la vague modernist. Il faut donc rappeler brièvement qui sont les mods et de quelle manière ces skins vont devenir une entité autonome, puis totalement distincte des mods.
Dans un premier temps, il s'agit principalement de jeunes Londoniens de la petite classe moyenne, souvent issus de famille juive ou grecque établies dans le négoce de vêtements dans les quartiers Est de Londres. À l'avant-garde de la mode, ils s'habillent de façon à la fois luxueuse et décontractée. Ils aiment les costumes italiens, le style américain, se passionnent pour le modern jazz et les musiques noires américaines, les films français... Vers 1963-1964, cet underground élitiste commence à devenir un phénomène de masse, notamment en raison de l'explosion du swinging London : de nombreux adolescents deviennent mods. Plusieurs groupes se réclamant de cette tendance émergent (parfois grâce à l'influence de managers avisés). Le mod beat, adaptation locale du rythm'n'blues puis de la soul des artistes afro-américains apparait. Les artistes réunissant les plus grands publics sont les Who, Small Faces, The Action, The Artwoods... Un des hymnes mod les plus célèbres est My Generation de The Who . Le paradoxe est que ce dernier groupe n'est pas considéré comme strictement mod. La fascination des mods va en effet prioritairement vers la musique afro-américaine.
Les faits divers, probablement exagérés, rendent les mods célèbres. Les batailles rangées entre mods et rockers (autre mouvement de jeunesse, axé sur les motos, les blousons de cuir et le rock'n'roll) font les gros titres des tabloïds de la presse à scandale populaire, et ce qui était un confidentiel courant underground devient alors un vrai phénomène de masse. L'image des bandes de mods en scooter et de rockers à moto se donnant rendez-vous à Brighton pour de mémorables bagarres devient une image de marque et attire de nombreux jeunes sans l'élitisme très recherché des précurseurs. Cette nouvelle vague de mods méprise les rockers, les jugeant arriérés et passéistes. Les rockers trouvent les mods maniérés et dégénérés. Ces considérations ne sont qu'un prétexte à la bagarre. le mouvement mod n'échappe pas à la culture des gangs et au hooliganisme, d'autant plus que la coupe du monde de 1966 organisée en Angleterre voit ces jeunes, bénéficiant du pouvoir d'achat des trente glorieuses, aller seuls en bande dans les stades, sans leurs parents, comme c'était le cas auparavant.
Vers 1966-1967, la scène mod a vécu et il ne reste que des jeunes scootéristes à cheveux très courts. Cette tendance pratique le hooliganisme. Les vêtements de sport ou de travail pour traîner dans la rue (polo Fred Perry, chaussures Doc Martens noires ou rouges) commencent à remplacer les costumes sur mesure. Ils prennent le contre-pied de la mode branchée de l'époque (telle la vague psychédélique ou le mouvement hippie) et affichent et fièrement leurs origines ouvrières (working class). Ce clivage est particulièrement fort dans le Nord de l'Angleterre (Manchester) et en Écosse (Glasgow) où cette radicalité s'inspire du style vestimentaire des milieux liés à la pègre. Ces hard mods , tels qu'ils seront surnommés en 1972 par le sociologue Stanley Cohen dans le cadre d'une étude portant sur l'opposition entre mods et rockers - se crispent sur l'identité modernist de la période 1963-1965 : musique noire américaine (R'n'B, soul), style urbain et moderne, scooters Vespa et surtout Lambretta.
Vivant dans les mêmes banlieues et quartiers ouvriers, les hard mods fréquentent les rude boys, ou rudies, jeunes immigrés antillais, surtout jamaïcains avec qui ils partagent le goût pour la musique noire américaine (soul, rhythm and blues) et jamaïcaine (ska puis un nouveau courant, le rocksteady). Vers 1968, ces hard mods (comme ils seront surnommés a posteriori) et ces rudies se confondent, et en septembre 1969, les grands titres de Fleet Street (la grande rue londonienne où sont regroupés les principaux quotidiens du pays) baptisent ces jeunes de plus en plus nombreux du nom de skinheads .

### Apparition au Royaume-Uni

Union Jack.

En 1969, un véritable raz-de-marée skinhead envahit le Royaume-Uni pour quelques très courts mois. Il faut considérer que le gros de la vague skinhead en tant que tel s'abat outre-Manche en septembre 1969, pour être déjà dépassé par ses séquelles vers juin 1970. Cette mode skinhead explose en même temps que la musique reggae, qui est la musique émergente de l'été 1969 au Royaume-Uni. De fait, pour nombre de jeunes cela ne se prolonge guère. Beaucoup n'ont été skinheads qu'un an ou deux, voire quelques mois. Cette contre-culture, en devenant soudain très à la mode, rapproche les jeunes des quartiers ouvriers, tant blancs que noirs. Les premiers skinheads écoutent de la soul, du rythm'n'blues (labels Stax, Motown ou encore Chess records), du mod beat, du ska, pourtant presque passé de mode en 1969, du rocksteady, mais surtout le son du moment : le reggae. Les skinheads seront la première population européenne à écouter massivement du reggae. Les artistes qui recueillent le plus de succès sont des artistes noirs venus directement des Caraïbes, Desmond Dekker, les Upsetters, Jimmy Cliff, The Harry J Allstars, Derrick Morgan, Dave Barker, ou produits spécifiquement pour ce public par des musiciens immigrés en Grande-Bretagne tels Simaryp, Laurel Aitken, Hot Rod Allstars, Joe The Boss ou encore Freddy Notes et son groupe The Rudies.
Le reggae et le rocksteady apparaissent alors comme le son skinhead par excellence. Pour les puristes, on parle de Boss Sound (probablement en référence à un titre des Symarip). Un terme sera d'ailleurs inventé au début des années 1980 pour qualifier le son de ces années 69-71 : le skinhead reggae (les personnes étrangères à la scène skinhead parlent de early reggae). Dans la tradition moderniste, les skinheads aiment danser. Ils rivalisent de pas de danse compliqués pour frimer lors des discoes, l'équivalent des « boums » françaises, organisées dans les Maisons de jeunes ou de manière clandestine chez des particuliers contre une modeste participation (Blues Parties). Les chansons traitent de thèmes transposables à leur vie quotidienne : romances, sexe, danse, émeutes, problèmes de tous les jours, mais aussi de nombreux thèmes variés et souvent amusants, tels le western, le kung fu, les monstres en tout genre ou la conquête spatiale.
Les principales maisons de disques éditrices de reggae au Royaume-Uni sont Trojan Records, Pama Records et Torpedo Records. Le logo du label Trojan (un casque d'hoplite grec, comme on en portait lors de la guerre de Troie) a été repris par la suite pour désigner les skinheads traditionnels qui perpétuent l'esprit originel.
Les skinheads constituent donc à la fois une mode vestimentaire liée à des goûts musicaux, mais aussi une véritable sous-culture de jeunes avec ses comportements typiques (phénomènes de bandes, clanisme, frime, violence, esthétique, danse…) et son argot. On parle de bovver boys, littéralement « les jeunes mecs qui ne se laissent pas embrouiller », d'Aggro (agressivité, agression…) pour désigner la baston, de bashing (to bash signifie « casser la gueule »). Les leaders organisent des bandes (« crews », « fleets » ou « firms » selon un argot urbain préexistant) où les plus élégants et respectés sont les boss skinheads (à l'instar des « Faces », mods les plus considérés par leur pairs).
Ces gangs de jeunes qui ont régulièrement un comportement violent vont hisser le hooliganisme au rang de problème de société. Certains avancent que les skinheads sont issus du hooliganisme. C'est à la fois vrai et faux : les jeunes Britanniques des classes moyennes et populaires se comportent souvent en hooligans dans les stades de football, mais le hooliganisme est plus ancien que la mode skinhead (il date du début du XXe siècle) et les codes vestimentaires des hooligans varient beaucoup dans le temps (la plupart des hooligans actuels n'ont absolument pas le look skinhead).
L'abus d'alcool et de drogues diverses (surtout les amphétamines pour pouvoir danser toute la nuit, les skinheads étant peu portés sur les opiacés et les drogues psychédéliques), n'arrange rien à l'image des skinheads. La presse tabloïd peut dès lors stigmatiser les skinheads, comme elle l'avait fait auparavant pour les mods ou les rockers : c'est la nouvelle menace.
En 1969 et 1970, la mode skinhead est devenue si importante que certains artistes de rock l'adoptent afin de gonfler leur audience : c'est le cas du groupe Slade, pionnier du glam-rock. En 1969, influencé par l'opportunisme de son manager Chas Chandler, le groupe en adopte provisoirement les codes vestimentaires. Même s'il s'agit d'un calcul commercial, Slade peut être considéré comme un des premiers groupes skinhead composé de blancs. Fait moins connu, d'une manière plus underground et plus sincère, le groupe The Neat Change, arbore un look pré skinhead dès 1967, dix ans avant l'émergence du street-punk et de la oi!.
Cette première vague skinhead est donc avant tout une mode et un style musical et vestimentaire largement méconnu hors du Royaume-Uni. Il n'y a pas de skinheads à cette époque en Europe continentale ou en Amérique du Nord. Seuls certains adolescents émigrés à cette époque en famille en Australie (donnant naissance à la sous-culture sharpie) et au Canada exportent le style hors de Grande-Bretagne. Pour la plupart des journalistes britanniques, les skinheads ne sont qu'une nouvelle sorte de voyous incontrôlables (comme la France a ses « blousons noirs » à la même époque).
La mouvance skinhead n'est pas véritablement politisée pour plusieurs raisons. Les jeunes qui s'y reconnaissent sont très jeunes (14-15 ans), ne bénéficient pas du droit de vote et ont des préoccupations d'adolescents. Les marqueurs idéologiques sont hérités de leur classe sociale mais si leurs parents votent majoritairement pour le Labour (travailliste), l'époque n'est pas encore à une remise en cause réfléchie du système. Pareillement, s'il y a le même taux de fils d'immigrés chez les skinheads que dans la société britannique, il est délicat de mettre en avant un antiracisme originel conscient, ou l'inverse (paki bashing) selon les critères de cette période où le racisme est très largement répandu . Deux éléments vont cependant marquer durablement l'image « éthique » des skinheads.
D'une part l'usage fréquent des couleurs nationales (Union Jack pour l'ensemble des Britanniques ou Saint Georges Cross pour les Anglais) par les skinheads de cette époque est interprété comme un glissement vers le nationalisme, voire le fascisme. Cette affirmation est très exagérée, même si les jeunes Britanniques font souvent preuve d'un patriotisme très marqué, tel qu'on peut le rencontrer dans les tribunes des stades de football (jingoism, équivalent du mot français « chauvinisme »). Les mods arboraient auparavant les couleurs nationales pour le côté « pop art » et les punks feront de même par la suite, par désespoir social et ironie. Cette fierté d'appartenir à la nation britannique est même selon certains un élément unificateur pour les jeunes Britanniques blancs et les Antillais noirs venus de la Jamaïque ou de Sainte-Lucie (États du Commonwealth, dont les habitants sont assimilés aux Britanniques puisque sujets de la même reine).
Par ailleurs, il est vrai qu'une partie des skinheads de cette époque (qu'ils soient noirs ou blancs) fait preuve de violence à l'encontre des jeunes Indiens et Pakistanais, dont le style vestimentaire et les goûts musicaux les rapprochent selon eux des hippies (alors que ce serait plutôt l'inverse). Ils organisent régulièrement de véritables ratonnades à leur encontre : le paki bashing. Cette violence, bien que largement non théorisée, n'empêche pas les ponts entre certains skinheads et Enoch Powell (homme politique conservateur, populiste et anti-immigrés).
À l'opposé de l'échiquier politique, une minorité de skins est proche des centrales syndicales de la gauche travailliste, particulièrement dans le nord de l'Angleterre. De même, les bagarres entre bandes de skins de différents quartiers prennent une signification toute différente dans le Belfast déchiré par le conflit entre protestants et catholiques (chaque camp ayant des adolescents suivant ce mode de vie).
Vers 1970, la vague skinhead s'essouffle. De nouvelles tendances musicales apparaissent, comme le glam rock, et une évolution du reggae vers le mouvement rastafari notamment par Bob Marley ainsi que vers le nationalisme noir (beaucoup de rude boys deviendront de farouches défenseurs de la cause noire des États-Unis) éloigne les skins d'une musique qui leur « parle » moins, de par son mysticisme et sa revendication afro-identitaire. Lassés d'être interdits de stades et de se voir refuser l'entrée dans les clubs de par leur comportement discutable, les rescapés adoptent un style qui incorpore des éléments vestimentaires classiques à un look plus élégant (souvent inspiré des parrains de la pègre britannique), les cheveux repoussent et on parle maintenant des suedeheads (crâne de velours) : les skins peuvent désormais se fondre dans la masse plus facilement.
Le mouvement skinhead originel n'a donc qu'une durée de vie de quelques mois, nombre de hard mods le laissant tomber par dégoût dès que celui-ci est identifié par le plus grand journal britannique comme une entité à part du mouvement mod, le 3 septembre 1969. La vague skinhead se prolonge encore pendant environ une année, puis elle se diluera les cinq années suivantes dans le hooliganisme, les scènes Northern Soul ou le phénomène scootériste…

### Réapparition et politisation

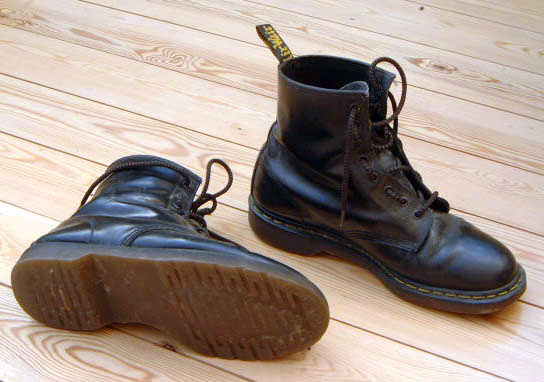
Une paire de Docs. On aperçoit la couture jaune distinctive autour de la semelle.

Après 1971, l'esprit skinhead ne disparaît pas pour autant et survit, à travers les suedeheads puis les smoothies (ces derniers portent les cheveux assez longs). Les deux adoptent le style bootboy lorsqu'ils descendent dans la rue : blue jean retroussé, Doc Marten's montantes, bretelles… C'est un style vestimentaire assez proche de celui arboré dans le film de Stanley Kubrick Orange mécanique. Si les jeunes décrits dans le roman d'Anthony Burgess, dont s'inspire le film, portent un uniforme différent, la costumière en charge de l'adaptation cinématographique va inclure des éléments vestimentaires contemporains à sa sortie, clairement inspirés de ces mouvement de la jeunesse ouvrière de l'époque. L'œuvre est violente, mais le message est plus subtil qu'il n'y paraît : il s'agit en fait d'une critique des théories comportementalistes et une caricature des aspects les plus ridicules des sociétés modernes. Par la suite, ce film constituera une source d'inspiration pour de nombreux groupes punks et surtout skinheads, contribuant à forger l'image du jeune rebelle violent, incontrôlable mais cyniquement lucide.
Les mods ne font plus la une, mais restent nombreux, en particulier dans le nord de l'Angleterre où ils constituent les premiers bataillons de Soul Boys, à l'origine d'un fort engouement pour une scène musicale particulière, la Northern soul. Style musical aux définitions multiples, il s'agit de la redécouverte sur les pistes de danse de morceaux de soul rares et énergiques sortis de manière confidentielle par des labels existant en marge du « poids lourd » du genre, Motown.
Les codes musicaux changent. Chez les bootboys, la culture musicale s'élargit. À la soul, au reggae, au rocksteady ou au ska vient s'ajouter le glam rock (David Bowie, T-Rex, Slade, Mott The Hoople, The Sweet pour les plus écoutés en Grande-Bretagne), le pub rock (Dr Feelgood, Eddie and the Hot Rods) puis les prémices du punk-rock (genre musical inspiré aux États-Unis par les Stooges, encore les New York Dolls ou les Ramones). Subrépticement dés 1975, tout est en place pour l'arrivée d'une seconde vague de skinheads... 
Nombre des premiers punks britanniques (fin 1976-début 1977) ont une image qui emprunte certains éléments au style bootboy, à commencer par les Clash (par ailleurs fans déclarés de reggae et de pub rock). Il est à noter que certaines personnalités centrales de cette scène naissante ont eux-mêmes été skinheads auparavant tel Paul Simonon (The Clash) ou Steve Jones (Sex Pistols).
Cette explosion médiatique punk de 1977 redonne une certaine vigueur à d'autres tribus urbaines. Les skinheads et même les mods réapparaissent et se mêlent aux punks. Ils sont alors peu nombreux, noyés dans la masse punk qui constitue l'essentiel des « tribus urbaines » du moment. Les groupes The Jam, Secret Affair - qui compte un solide contingent de jeunes oscillant entre univers Mod et Skinhead dans son public - , The Chords, participent à la relance du courant modernist et de certains de ses avatars (look, musique, scooters…).
Le film Quadrophenia (1979) par ailleurs est un immense succès et remet le mouvement mod au centre de l’intérêt de la jeunesse, y compris continentale, au grand dam des puristes.
Après 1979 cependant, le punk-rock en voie d'extinction ou de récupération selon les groupes n'a plus la faveur des médias de masse, et le look punk d'une certaine frange se radicalise : les punks deviennent not dead (de l'expression punk's not dead – le punk n'est pas mort). En écho la chanson du groupe Crass créé la polémique avec son titre provocateur Punk is Dead. C'est l'époque où apparaissent blousons en cuir cloutés avec slogans ou noms de groupes peints et crêtes iroquoises colorées. Certains sont surnommés à cette époque the posers (les poseurs) en raison de leurs prestations photographiques, généralement rémunérées, sur les cartes postales.
Le fossé s'accroît entre jeunes membres de groupes issus des écoles d'arts qui accompagnent la naissance du courant New Wave et les jeunes des quartiers défavorisés qui ont adhéré à l'explosion punk avant de voir celle-ci récupérée par le mainstream, l'industrie discographique et médiatique destinée à la grande masse.
Beaucoup de punks de la première vague adoptent alors le style skinhead, ce qui passe à la fois comme un retour aux sources et une radicalisation. Le phénomène skinhead connaît une nouvelle jeunesse. Cette scission donne naissance à une forme de punk plus axée sur les préoccupations de la rue, les réalités sociales et économiques, et on parle alors de reality punk, puis de Oi ! music, c’est-à-dire une forme liée à la culture cockney (l'argot populaire), vulgaire voire violente, et de là, à une forme radicale de punk-rock. L'expression street-punk sera utilisée à partir des années 1990 pour se dissocier de la connotation sulfureuse du terme Oi! music, mais il désigne le même sous-genre musical.
On retrouve dans cette musique la base du punk-rock, mais aussi l'influence des chants de supporters de football et les styles glam-rock ou pub rock des années précédentes. Les groupes punks de 1977 disaient rejeter les courants musicaux antèrieurs ( par bravade plus que par conviction) . Les groupes Oi! assument au contraire leur amour de groupes tels que les Who, Mott the Hoople, Slade, Small Faces ou Animals, vus comme des fondateurs et des références essentialistes. La violence de la musique (ce n'est pas toujours le cas, certains groupes étant même réputés pour être des groupes « mélodiques ») et aussi la force qui se dégage des refrains repris en chœur peuvent évoquer les tribunes des stades ou encore les chants de marche militaires. Oi !, dans l'argot cockney, est la contraction de l'apostrophe : Hey you ! (Hey, toi !).
Ce punk-rock « de la rue », théorisé volontairement  et baptisé par le journaliste Garry Bushell de Sounds désigne aussi bien la musique de groupes punks que skinheads ou issus du mélange des deux. Les deux groupes précurseurs de la Oi ! sont Sham 69 et Slaughter and the Dogs, arrivent par la suite Menace, Cock Sparrer (qui existe depuis 1973, mais produisait alors un pub-rock teinté ensuite de punk-rock à la suite d'un changement de line-up), puis viendront enfin la masse des groupes considérés comme tels, Cockney Rejects (les spécialistes de l'apostrophe Oi ! scandée, devenue cri de ralliement), The Business, The 4 Skins, Last Resort, The Oppressed, Blitz, Angelic Upstarts…
Paradoxalement, si le terme Oi! music est assimilé aux seuls skinheads, très peu des membres des groupes qui portent cette étiquette sont skinheads. Une partie est punk ou assimilée, et la plupart sont en fait des herberts, à savoir des jeunes issus de milieux modestes qui arborent un look minimaliste et passe-partout. Sham 69, groupe emblématique de nombreux skinheads, n'ont jamais adopté un look skinhead bien que Jimmy Pursey, a lui-même été skinhead dans son adolescence. Les vidéos de la fin des années 1970 montrent souvent ce look herbert (mi-punk ou skinhead, mi-monsieur tout le monde). Les membres de Blitz ou de The Oppressed affichent quant à eux une apparence skinhead beaucoup plus standardisée (cheveux rasés ou tondus, chaussures montantes, polos Fred Perry, bretelles…).
Cette époque connaît aussi un revival ska, rocksteady et skinhead reggae qui contribue à re-populariser le style skinhead avec des groupes comme Madness, The Specials, The Selecter poussés par la maison de disques 2 Tone, ou encore Bad Manners. Ces musiciens adoptent un style vestimentaire plutôt modernist ou hard mod, mais le public comme certains musiciens de ces groupes sont largement skinheads. De nombreux artistes jamaïcains tombés dans l'oubli refont alors surface (comme le chanteur Laurel Aitken, surnommé le godfather of ska , ou le tromboniste Rico Rodriguez. Cette version du ska et du reggae énergisée par le bouillonnement punk constitue avec le phénomène Oi! music le fond sonore de cette deuxième vague skinhead.
En 1979, contrairement à 1969, cette vague skinhead est nettement moins métissée tant dans ses influences que dans sa composition ethnique. En réalité les conditions de vie des populations immigrées, doublement réprimées ( socialement et racialement) , la radicalisation de ses sous cultures, ont quelque peu mis à mal le rêve d'une angleterre unie dans une après guerre économiquement florissante. Le mouvement 2 Tone va incarner cette volonté d'union interraciale dans une société devenue socialement chaotique. 
C'est aussi à cette époque qu'apparaît l'habitude de se raser le crâne et que le slogan ACAB (All the Cops Are Bastards – Tous les flics sont des bâtards) emprunté aux mineurs en lutte fait son apparition, marquant une nette radicalisation des propos et des attitudes. À partir de cette année 1979, la mode skinhead dépasse le Royaume-Uni et touche l'Amérique du Nord et l'Europe de l’Ouest. En France, la première compilation skin-punk Chaos en France - Vol 1 sort en 1982 sur le label Chaos Records créé par des membres des groupes Komintern Sect et Reich Orgasm, d'autres productions suivront). Chaque pays voit la formation d'un ou plusieurs groupes fondateurs de ces scènes locales: Nabat en Italie, Decibelios en Espagne, Daily Terror en Allemagne…
C'est une contre-culture particulièrement vivace dans les années 1980, même si elle n'attire pas, tant s'en faut, la majorité des jeunes. En France, le street punk de Camera Silens, de Komintern Sect ou de La Souris Déglinguée attire un large public skinhead. Les groupes se multiplient parmi lesquels on peut citer Wunderbach (archétype du groupe skunk, c'est-à-dire skin/punk), R.A.S, L'Infanterie Sauvage, Swingo Porkies ou encore les très nationalistes (proches du groupuscule néo-fasciste L'Œuvre française) Tolbiac's Toads de Paris. Les skinheads sont nombreux à évoluer en marge de la scène dite « alternative » des années 1980, Les Garçons Bouchers (en particulier le multi-instrumentiste François Hadji-Lazaro) ou François Thilloy dit Fanfan de Bérurier Noir s'affichent en skinhead.
Aux États-Unis, c'est autour de la scène musicale punk hardcore que la mouvance skinhead se développe. Trois villes sont à l'origine de cette émergence avec chacune des groupes emblématiques de cette tendance : Washington avec le groupe Iron Cross, Boston avec Slapshot et surtout New York avec Agnostic Front, Murphy's Law, Cro-Mags. 25 ans plus tard nombreux sont les groupes musicaux qui, bien que parfois très éloignés du style skinhead en revendiquent encore l'héritage : Sick Of It All, Madball, MOD.
Cette seconde époque skinhead est aussi marquée par la politisation progressive du mouvement. Sans que ce disque en soit la seule cause, Strength Thru Oi!, une compilation sortie en mai 1981, cause quelques controverses.
Ce qui devait être la suite de la première compilation phare de cette nouvelle vague punk surnommé Oi! est à la base d'un scandale sans précédent dans l'industrie discographique britannique.
Les groupes participant ne sont pas d'extrême droite, même si certains groupes assument un discours ambigu. Mais depuis plusieurs mois, les journalistes épinglent les actes xénophobes ou racistes de certains skinheads. Or le titre de la compilation est calqué sur strength thru joy traduisible en allemand par Kraft durch Freude, (la force par la joie), organisme des loisirs nazis du Troisième Reich. 
La presse révèle qu'une personne représentée sur la pochette, Nicky Crane est un néo-nazi emprisonné pour violences racistes. La production ne tentera même pas de gommer les tatouages gênants du modèle.
Son instigateur Garry Bushell aura beau tenter de plaider la maladresse ou le malheureux hasard, les évènements vont accéllerer cette assimilation. Il est vrai que les formations néonazis britanniques manoeuvrent sans se cacher autour de cette vague de nouveaux skins depuis de nombre mois, dans les concerts où les stades de football, multipliant une présence visuelle par un marketing très au point fait de badges, tshirts ou fanzines.
L'objectif est simple tenter d'influencer le monde des sous cultures traditionnellement progressistes tout en recrutant des jeunes dans des organisations vieillissantes.  
Pour l'opinion publique britannique, il semble désormais évident que les skinheads sont des activistes d'extrême droite. Le 3 juillet 1981, un concert à la Hamborough Tavern de Southall, où jouent The Business, The 4-Skins, et The Last Resort, est incendié par des jeunes Asiatiques armés d'un grand nombre de cocktails molotov.
Quelques minutes de tensions avec un groupe de spectateurs dans l’après-midi vont transformer ce qui aurait dû être un banal concert en une des plus chaudes émeutes de l'histoire de l'Angleterre (on comptera dans les jours qui suivront quatorze morts dans l'extension de ces événements). Par la suite, malgré un reportage télévisé à la BBC qui donne la parole à des skinheads opposés à l'extrême droite et tente de démontrer que les groupes Oi! concernés ne sont pas néonazis, la majorité des journalistes continuent d'associer la scène Oi! à l'extrême droite.
L'extrême droite va profiter durablement de cette aggravation des tensions. La stratégie d'occupation du champ socioculturel par les jeunes cadres du National Front et de son rival le British Movement rencontre un certain succès mais elle résulte d'un long processus stratégique. 
Déjà certains skinheads à la fin des années soixante étaient sensibles au discours de Enoch Powell. À la fin des années 1970, le National Front fait des efforts financiers importants pour séduire les jeunes punks et skinheads blancs touchés de plein fouet par les effets de la crise. 
Cette organisation créé une presse spécialisée diffusée massivement dans les stades ou les concerts. La stratégie s'avère dans un premier temps payante puisqu'il multiplie ses effectifs en réussissant à intégrer dans ses rangs les plus jeunes d'entre eux. Cet entrisme a pour conséquence d'emmener des jeunes sensibles au discours de droite à adopter le style de vie skinhead sans en avoir les références culturelles et historiques. De 1979 à 1980 il existe même un éphémère Punk Front qui travaille activement à la diffusion des idées du National Front parmi la scène punk. Le British National Party, né en 1982, suit la même trajectoire politique quelques années plus tard. Au delà de ces stratégies d'appareil, une personnalité va incarner durablement la montée en puissance de cette tendance qui rompt totalement avec la culture skinhead originelle.  
Ian Stuart, chanteur du groupe punk Skrewdriver, est un exemple typique de cette dérive. Skrewdriver est en 1977, au début de sa carrière, un groupe glam-punk parfaitement apolitique (comme l'immense majorité des groupes punks à cette époque), mais particulièrement provocateur. Après une séparation de courte durée, Stuart, qui jusque-là cachait son engagement auprès du Front national britannique depuis 1975, reconstitue le groupe sous une forme politisée ouvertement néonazi. Il se trouve au cœur du dispositif créé par le Front national qui appuie financièrement la création du White Noise Club, principale cellule de promotion de ce courant culturel naissant. En 1987, la percée électorale du Front national amène ce dernier à repenser cette stratégie couteuse qui le coupe d'une potentielle base électorale effrayé par les débordements des émules de Stuart et lui coupe les vivres. Il crée alors Blood and Honour. Initialement une revue, Blood and Honour devient un mouvement ultranationaliste, raciste et en particulier antisémite. Ian Stuart ne cache plus sa fascination pour Hitler et apporte directement son soutien aux associations néonazies, aussi bien au Royaume-Uni qu'en Allemagne. Il est suivi par une partie des skinheads et certains punks qui adoptent un comportement de plus en plus violent et basculent vers l'extrême droite. Beaucoup sont des hooligans fascinés par la violence sous toutes ses formes. Ils hurlent Sieg Heil! ou Heil Hitler dans les concerts et déclenchent de fréquentes rixes avec les autres skinheads ou les punks dans les rues des métropoles européennes. Mais leurs principales cibles sont les Noirs ou les immigrés. Le paki bashing reprend, motivé par le racisme. Ian Stuart ne cache pas ses arrière-pensées politiques lorsqu'il déclare à la télévision belge : « si nous attirons l'attention des jeunes lors de nos concerts alors ceux-ci pourront s'impliquer dans le parti nationaliste ».
Idéologiquement ces premiers skinheads et punks néonazis ratissent très large dans leurs influences : rescapés du nazisme britannique des années trente qui servent de mentors, partisans des milices loyalistes d'Irlande du Nord, antisémites de tout poil, xénophobes échaudés par l'immigration, anticommunistes qui dénoncent les États soviétiques, hooligans ultra-violents, se mélangent pour ces punks et skinheads dépourvus de repères idéologiques qui aiment provoquer en arborant des insignes nazis. Le contexte extrêmement dur de la Grande-Bretagne thatchériste précipite le phénomène.
Écœurés par une évolution de plus en plus xénophobes de cette contre-culture et fidèles à leurs musiques noires, les skinheads non racistes ont commencé à se regrouper à partir de 1979-80 dans divers groupes affinitaires ou politisés. Il existe marginalement Skinheads Against the Nazis (SAN, impulsé et contrôlé par le Parti socialiste des travailleurs, trotskiste) groupe basé dans l'East End (pourtant bastion des skins d’extrême droite) qui aura un écho quasi nul.
En parallèle certains individus ou bandes participeront activement à la campagne Rock against Racism initiée par l'Anti-Nazi League, ils constituent les premiers noyaux des futurs Redskins).
Enfin certaines Firms de skins (London Trojan Skins, Glasgow Spy Kids) tenteront de faire survivre, non sans mal, le style traditionnel. Faute de trouver un espace d'expression et une coordination suffisante au grand jour, ces derniers seront réduits à l'underground. Ils sont cependant les fondateurs du courant traditionnel qui essaimera jusqu'à nos jours.
C'est aux États-Unis que va naître le premier réseau international de skins antiracistes avec l'acronyme SHARP (SkinHeads Against Racial Prejudice). Ce mouvement, fondé à New York en 1987, est lui-même inspiré d'un groupe de skinheads de Cincinnati appelé Baldies Against Racism (Les rasés contre le racisme) existant depuis 1985. La figure emblématique du mouvement SHARP est Roddy Moreno, leader du groupe de Oi ! gallois The Oppressed et importateur en 1988 du SHARP au Royaume-Uni. The Oppressed chantent Work together, hymne à la classe ouvrière de toutes les origines. Mais avant que les « pare-feux » ne se mettent à fonctionner, l'image des skinheads, et même de certains groupes emblématiques de la scène, a eu à pâtir de la dérive vers le néonazisme d'une partie d'entre eux. Ainsi les Sham 69 sont désespérés que de nombreux skinheads d'extrême droite fréquentent leurs concerts (la SHAM Army, cohorte de fans du groupe, étant même largement volontairement noyauté par le National Front). Son chanteur Jimmy Pursey décide alors de remettre les pendules à l'heure en faisant jouer le groupe dans les festivals RAR (Rock Against Racism) ou, par exemple, contre l'apartheid en Afrique du Sud.
Ces festivals seront les points de ralliement des skinheads proches des mouvements antifascistes radicaux ou de l’extrême gauche. Les Sham 69 adaptent le chant révolutionnaire chilien El pueblo unido jamas sera vencido (Le peuple uni ne sera jamais vaincu) en If the kids are united they will never be defeated (Si les jeunes sont unis, ils ne seront jamais battus). Ces groupes réaffirment leur fierté d'appartenir à la classe ouvrière et de partager ses valeurs : fraternité, solidarité, luttes sociales… À la même époque les Dead Kennedys (groupe punk californien) dénoncent la dérive des punks et skinheads nazis dans le morceau Nazi Punks Fuck Off!.
Certains skinheads antiracistes sont engagés au sein du SWP, Socialist Worker's Party, organisation marxiste révolutionnaire trotskiste qui participe aux mouvements en réaction à la politique libérale du gouvernement Thatcher (remise en cause des acquis sociaux, restructurations et privatisations dans l'industrie et les mines…). Le noyau dur de ces skinheads devenus militants révolutionnaires gravite autour du groupe de soul-rock The Redskins, animé par des militants du SWP. Malgré les accusations des militants nationalistes de vouloir faire basculer l'Europe Occidentale dans la sphère soviétique, ces militants trotskistes sont anti-staliniens et opposés à l'URSS. Cependant, la plupart des skinheads antiracistes de cette époque au Royaume-Uni sont plutôt proches de l'aile gauche du Parti travailliste, qui anime le red wedge (le « coin rouge ») à destination des jeunes (notamment punks et skinheads) et des jeunes travailleurs du syndicalisme réformiste.
Les skinheads antiracistes considèrent les nationalistes et les néonazis comme de faux skinheads et les appellent boneheads (littéralement « crânes d'os », en fait l'équivalent anglais de « crétin »). Les skinheads d'extrême droite appellent leurs opposants reds (« rouges » ou « gauchos » en français). Ces termes, péjoratifs dans l'esprit de ceux qui les utilisent, ont toujours cours aujourd'hui.

### Époque actuelle

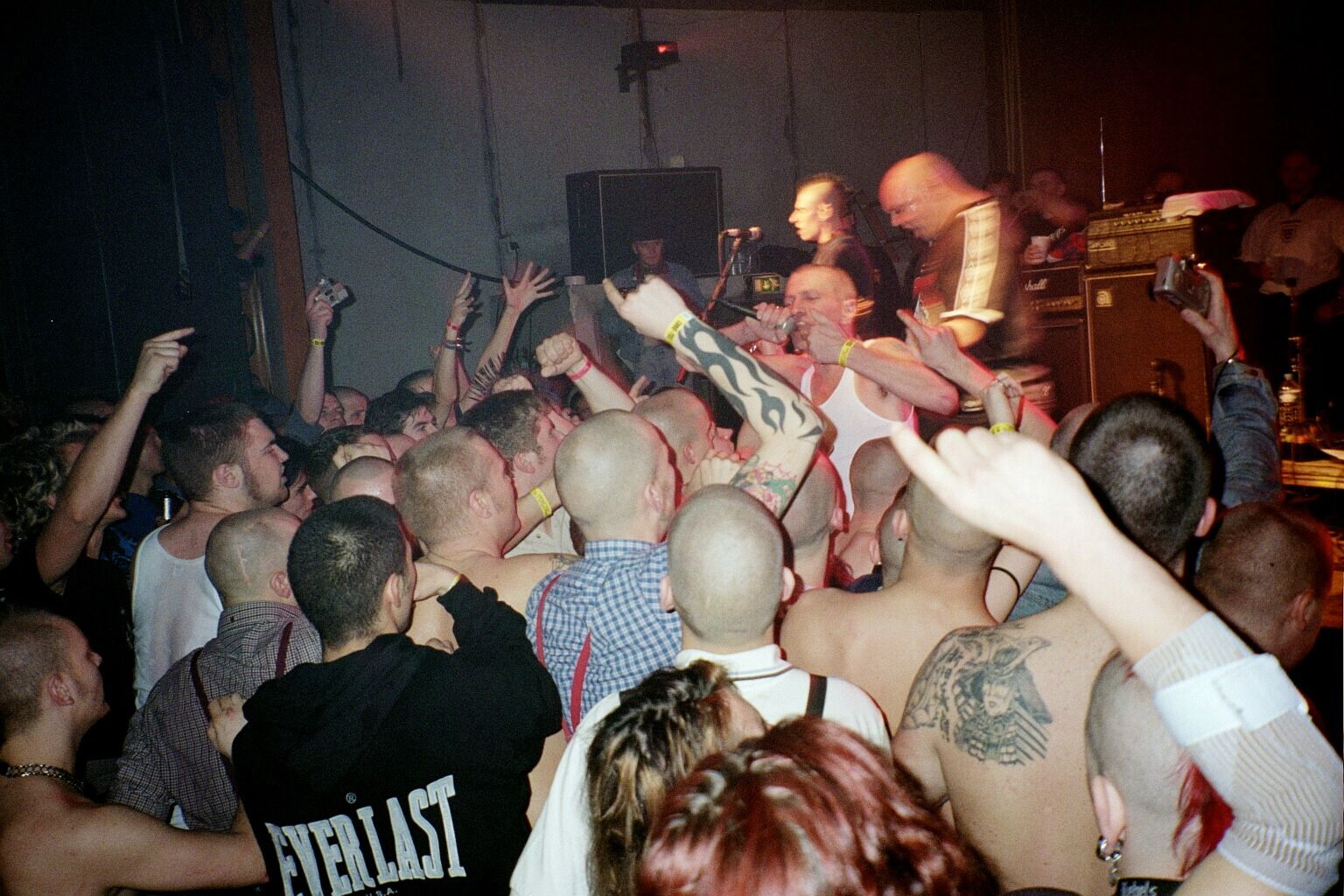
Skinheads lors d'un concert.

Actuellement, le phénomène skinhead est profondément divisé et hétéroclite, c'est pourquoi le terme mouvance correspond mieux à la réalité de cette culture urbaine devenue plurielle et même antagoniste, aux pratiques multiples et aux différences souvent irréconciliables.
Mais le néophyte aura parfois bien du mal à en distinguer les courants ou tendances, d'autant plus que les codes vestimentaires sont généralement similaires malgré des centres d'intérêt musicaux variés ou des positions politiques radicalement différentes. La sous-culture skinhead étant fondée principalement sur un support musical à l'instar de ses pairs, la lecture des textes des chansons, l'imagerie des pochettes de disque, les prises de position des labels de distribution et des équipes de production, les logos ou slogans affichés... permettent alors davantage de localiser politiquement les artistes. Il faut cependant comprendre que l’affiliation ou l'assimilation à un courant politique n'est qu'une des composantes possibles de l'identité skinhead et qu'elle ne concerne pas nécessairement tous les acteurs de cette scène, tant s'en faut.
Il y a néanmoins quelques points communs qui rassemblent (presque) tous les skinheads : ils sont généralement issus des classes sociales modestes ou moyennes, sont fiers de leurs origines sociales et font de la rue, des bars et des salles de concerts leur espace de sociabilité. Enfin, pour les plus actifs d'entre eux, les skinheads sont souvent engagés dans la rédaction et la diffusion de fanzines consacrés à la musique, au football et autres cultures connexes comme le tatouage ou le scootérisme par exemple, mais aussi la production musicale et la diffusion à travers sites, webradios ou autres émissions de radio FM, et enfin l'organisation de concerts et sound-systems permettant à la scène son expression.

## Trojans, Sussed et Trad skins
Parmi les branches de la mouvance skin qui n'ont pas forcément de coloration politique générale, on rencontre en particulier les Trojan skinheads ou skinheads traditionnels. Perpétuant « l'esprit de 1969 » (en référence à l'ouvrage de Georges Marshall), fans de reggae, de soul, de rocksteady et de ska, ils circulent souvent en scooter et sont parfois assimilables à la scène mod. Ils ne mêlent pas forcément musique et politique, même s'ils constituent le gros des bataillons du S.H.A.R.P. Le terme Trojan skin (ou Sussed skin) est à l'origine une précision utilisée dans la scène britannique pour se dissocier des groupes néonazis. Cette catégorie de skinheads met un point d'honneur à suivre de manière très précise (voire stricte) le dress code et les valeurs des skins originaux.
Ils affichent un antiracisme sincère à travers leur amour pour les musiques d'origine jamaïcaine ou afro-américaine et revendiquent leur appartenance à la classe ouvrière. Ils sont, au sens historique, les fidèles continuateurs de la première vague skinhead. Ces skins vont accompagner la renaissance du courant traditionaliste au niveau international. Collectionneurs passionnés d'une musique dont les 45 tours ne coûtent plus rien au début des années 1980 en Angleterre, le pèlerinage à Londres et le shopping qui en découle favorisent l'extension du phénomène au niveau international. Ils seront les « gardiens du temple » en rédigeant un nombre incroyable de publications, en organisant des soirées, ou en s'impliquant dans le support à la scène dite du second revival (scène ska qui fait suite au mouvement 2 Tone, avec des groupes tels que les 100 Men, Maroon Town, No Sports, Frelons, Braces et de nombreux autres).
Cette scène permettra la survie dans la mémoire collective et la redécouverte de vieilles stars tels Laurel Aitken ou Derrick Morgan. Il faudra attendre le milieu des années 1990 pour voir un prolongement de cette scène se transformer en nouvelle vague de fond notamment grâce à des groupes tels les Toasters, à des labels allemands comme Porkpie ou Grover, américains tel Moon Ska ou Stubborn, ou espagnols comme Liquidator, et à la reprise en main instiguée par le Sharp au niveau international. Cette effervescence finit par dépasser le strict milieu skin/ska et des groupes, dont les membres sont parfois issus de cette tribu, connaissent un succès qui semble concerner le grand public, comme The Slackers, Hepcat ou Aggrolites.
En France, des groupes Ska sont fortement marqués à la fois par le son original et le mode de vie skinhead, comme les Rudeboy System, les 8°6 Crew et les Branlarians. Aujourd'hui la scène des skins d'obédience Trojan est essentiellement présente dans les sound-systems avec des villes où ces événements drainent un public international : Barcelone, San Francisco, Hambourg pour ne citer que les capitales les plus importantes du genre.

## Casuals, hooligans
Ces termes renvoient à la nébuleuse footballistique. Les hooligans sont des supporteurs qui utilisent la violence pour peser sur le résultat d'un match[réf. nécessaire]. Les hooligans habillés en skinheads représentent aujourd'hui une infime minorité, tant au Royaume-Uni que dans le reste du monde. Les casuals sont des hooligans bien habillés, très éloignés par leur allure vestimentaire du skinhead ou du « jeune de banlieue ». Leur style est un emprunt sans cesse renouvelé aux tendances les plus avant-gardistes du sportswear, ils s'inscrivent à leur manière dans une certaine filiation moderniste tout en tentant de se rendre inaperçu par les forces de police.
L'assimilation parfois exagérée entre skins et « tribus » de casuals repose essentiellement sur le fait que nombre d'entre eux sont souvent d'anciens skins au début du mouvement.

## Politique
Les skinheads politisés sont des skinheads affichant des opinions politiques voire s'investissant dans des organisations, politiques, syndicales ou associatifs. Ils évoluent généralement à la périphérie des différents courants de l'extrême gauche ou d'extrême droite. Dans ces groupes, le mode affinitaire est priorisé mais force est de constater que l'engagement réel dans des structures militantes dépend de la vitalité des scènes locales. Leur allégeance à un courant politique est visible au travers de leurs concerts, leurs fanzines et leur manière de s'afficher auprès du grand public. En dehors de similitudes vestimentaires et musicales (musique oi!), les skinheads d'extrême droite et d'extrême gauche s'opposent radicalement, parfois par la violence, aucune de ces tendances ne reconnaissant de légitimité à l'autre.

### Extrême droite

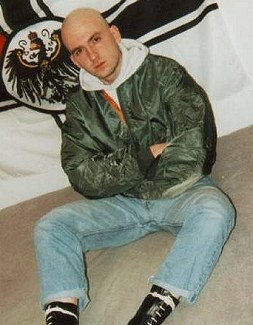
Skinhead nazi

Une partie des skinheads affiliés à l’extrême droite est initialement proche des partis électoralistes (particulièrement le British National Party au Royaume-Uni). Avec la stratégie de normalisation en vue d'entrer dans les instances de pouvoirs, les rapports entre ces groupes et le milieu skinhead se sont diversifiés.
De fait, on distinguera une différence d'approche marquée entre les organisations les plus médiatisées et les groupes les plus radicaux. Les premières ont tendance à éloigner ces sympathisants jugés trop turbulents et à limiter leur lien à leur emploi à des moments précis de l'action militante (sécurisation, diffusion de propagande), les seconds s’accommodent plus de cette forme de marginalité.

### Nationalistes, néonazis, suprémacistes, néofascistes…
Les skinheads, qu'ils se prétendent juste nationalistes ou se définissent néonazis, sont ouvertement antisémites (parfois assimilé à l'antisionisme), racialistes ou racistes. De plus, ils sont connus pour leurs agressions et font parfois la une des médias. Leur corpus idéologique est avant tout oppositionnel. Ils sont contre les antiracistes, les communistes, les juifs, les homosexuels, avec une nette hostilité pour les minorités issues de l'immigration : maghrébins en France, Turcs en Allemagne. Par ailleurs, ils sont en conflit permanent avec les skinheads d'autres obédiences, qu'ils soient traditionalistes ou redskins.
Leur mode organisationnel relève généralement de modes affinitaires mais ils peuvent parfois être constitués en gang ou en groupes armés assimilables au grand banditisme. Ils constituent généralement les troupes de choc de l’extrême droite la plus radicale. Les skinheads néonazis se réclament de la classe ouvrière. Dans les années 1980, beaucoup d'entre eux se considéraient comme les fils spirituels des SA (Sections d'Assaut, brigades de militants nazis des années 1930 en Allemagne, recrutés généralement dans la pègre). Les SA tenaient un discours à la fois nationaliste, raciste mais aussi social peu développé et étaient issus du monde ouvrier et de la petite bourgeoisie. Les membres d'organisations néonazis au début des années 1980 ont cherché à instrumentaliser en valorisant la conduite des skins les plus racistes par le biais d'une assimilation aux SA, l'image des voyous politisés et organisés permettant un subtil parallèle. Le lien qui unit les skinheads NS du monde entier est le racisme : ils pensent représenter l'élite de la race blanche européenne et se préparent à la « guerre des races ». En Amérique du Nord, le terme « suprémaciste » désigne ceux qui croient en la supériorité de la race blanche.
Leurs détracteurs d'autres tendances de la mouvance skinhead les surnomment boneheads (littéralement, crâne d'os), terme péjoratif utilisé par leurs opposants, ou de naziskins. Les skinheads néonazis ont leur propre réseau pour se regrouper tels Blood and Honour, Hammerskins. D'autres groupes non spécifiquement skinheads comme Combat 18, un groupe terroriste Britannique organisé à partir du kop fasciste des Chelsea Headhunters ou le Ku Klux Klan américain les accueillent. Ces skinheads WP sont très visibles en Scandinavie, en Allemagne de l'Est (ex-RDA), dans certaines régions des États-Unis, ainsi qu’en Europe de l’Est, notamment en Pologne, Serbie ou surtout Russie, pays qui compte le plus grand nombre d'entre eux (où ils défraient souvent la chronique par leurs nombreuses agressions contre des immigrés ou Russes orientaux, allant couramment jusqu'au meurtre).
L'apparence vestimentaire a évolué du look traditionnel avec des apports des années 1980 (jean passés à l'eau de Javel, treillis camouflage) parfois jusqu'à un look paramilitaire exacerbé, le tout accessoirisé de symboles du IIIe Reich et de groupes néofascistes (selon ce que permet les législations des différents pays où cette tendance est présente). À ces références historiques vient parfois s'ajouter l'imagerie ésotérique relevant du paganisme, du celtisme.
La musique des skinheads N.S est le R.A.C : Rock Against Communism (ou rock anticommuniste). Paradoxalement le terme R.A.C n'est pas un style à proprement parler, il vient du nom des premiers festivals de rock NS de la première moitié des années 1980. Ce qui constitue le fondement du R.A.C est le message politique généralement minimaliste. Les thèmes abordés sont les mots d'ordre et slogans de l’extrême droite dans sa version la plus radicale. La plupart des groupes R.A.C sont diffusés de façon discrète, par la vente par correspondance depuis des pays où la législation sur le racisme est la moins contraignante, ou lors des concerts. Les bénéfices générés par les productions sont parfois importants, le contrôle des revenus de la vente de disques et de merchandising pouvant être réinvestis dans les organisations politiques, donne parfois lieu à de véritables guerres internes (c'est particulièrement le cas depuis le décès accidentel de Ian Stuart Donaldson, vocaliste de Skrewdriver). Beaucoup de « distros » (petites organisations indépendantes de distribution musicale) en France ou en Allemagne refusent de vendre des disques R.A.C (soit par antifascisme, soit pour éviter les ennuis). Ceux qui acceptent de distribuer cette musique, comme Bords de Seine, à Paris, sont alors identifiés par les skinheads antifascistes comme des agents sournois de l'extrême droite. Chez les skinheads le simple commerce n'est jamais neutre.
Si les premiers groupes s'affichant comme tels sont assimilables musicalement à la Oi! music britannique, le style a progressivement évolué vers le métal, le hardcore, etc.
Il existe, depuis quelques années, un rapprochement entre les skinheads white power et certains milieux black metal philonazi regroupés sous l'appellation national socialist black metal (NSBM), créant un style hybride qui commence à prendre une certaine ampleur, notamment en Europe de l’Est et aux États-Unis. Si l'on constate aussi une adhésion aux idées d'extrême droite dans une partie minoritaire des scènes industrielle et dark folk, la mouvance gothique est loin d'adhérer massivement à l'extrême droite. Il y a là encore une récupération partielle. Seul le R.A.C peut être considéré, par les idées qu'il véhicule, comme authentiquement d'extrême droite. Il s'agit d'ailleurs de la première stratégie réussie par l’extrême droite de création d'une contre-culture destinée aux jeunes. Cependant nationalistes et néonazis fréquentent aussi d'autres univers musicaux qui ne leur sont pas réservés.
Parmi la multitude de groupes musicaux néonazis, souvent d'une durée de vie éphémère, on peut citer existant ou séparés à l'heure actuelle : les Allemands Landser, les Français Légion 88, Bunker 84, Division Skinhead, les Australiens Fortress, les Polonais Konkwista 88, les Américains Bound For Glory ou encore les Suédois Pluton Svea. Le groupe de référence reste les Anglais de Skrewdriver (voir la première partie de l'article).
En France, la seule tentative partiellement réussie d'organiser politiquement les skinheads d'extrême droite est l'œuvre de Serge Ayoub, à travers le groupuscule Jeunesses nationalistes révolutionnaires. Initialement proche du Mouvement Nationaliste Révolutionnaire de Jean Gilles Malliarakis, constitué de membres de la bande « Nazi Klan » de Serge Elie Ayoub, ces Jeunesses Nationalistes Révolutionnaires sont la branche jeunesse du mouvement avant de prendre leur autonomie politique. Ce groupe par le biais de son leader a entretenu des relations très complexes mais suivies avec le Front national de Jean-Marie Le Pen, puis de Marine Le Pen. En France, dans la période 1985-89, ces skinheads d’extrême droite représentaient la partie la plus visible des skinheads et probablement la plus importante numériquement.
La tentative de Roger Holeindre d'intégrer directement des skinheads au Front national dans les années 1980 se solde par un échec partiel. Les skinheads et leur comportement violent et indiscipliné semblent inconciliables avec la stratégie de respectabilité d'une force politique en pleine expansion. Après le remplacement de Roger Holleindre par Bernard Courcelle comme responsable du service d'ordre du Front national, le Département protection sécurité (DPS), le Front national restructure son fonctionnement dans les années 1990 et met en place des critères plus stricts de sélection. De plus, la scission du Mouvement national républicain (MNR) de Bruno Mégret réduit d'autant la présence de radicaux dans ses rangs,. Par la suite, la stratégie de normalisation du Front national mise en œuvre par Marine Le Pen à partir de 2011 conduit « les éléments les plus radicaux [à se tourner] vers des groupuscules plus en phase avec leurs idées. Et des groupes skinheads ont eux aussi recommencé à se développer, en Picardie, dans le Nord, en Alsace ou dans la région lyonnaise. Ce sont des bandes pas forcément très politisées mais qui entretiennent des rapports plus ou moins forts avec les organisations nationalistes.
Les rapports avec le Front National sont marqués par des visées stratégiques divergentes : « il s'agit une relation à sens unique : Marine Le Pen, comme son père d'ailleurs, cherche systématiquement à se démarquer de ces radicaux, mais eux estiment qu'ils doivent soutenir leur camp, avec en plus l'espoir d'infléchir le FN avec leurs idées, de le rappeler à ses fondamentaux ».

### Extrême gauche

#### Redskins
À l'origine, il s'agit d'un groupe de soul-rock britannique The Redskins (1978 - 1987), dont plusieurs membres appartenaient au Socialist Workers Party et en étaient des permanents. Le nom vient d'une bande de skins de Sheffield proche du minuscule British Communist Party. Le groupe, qui tient un discours révolutionnaire sur fond de musique soul mâtinée de punk rock, passera la majorité de sa courte carrière à soutenir les luttes de résistance contre les dégâts sociaux et politiques du libéralisme de Margaret Thatcher. Notable signe d'indépendance et de radicalisme, ils refuseront de devenir animateurs du Red Wedge (le « coin rouge ») avec d'autres groupes et artistes (The Style Council, Billy Bragg, Bronski Beat/The Communards…) jugeant celui-ci trop proche du Parti Travailliste. Leurs incessantes tournées leur permettent d'être le point de rencontre où se regroupent d'authentiques skinheads « rouges » qui commencent plus ou moins à s'organiser pour reprendre la rue aux fascistes ou défendre les concerts. Ces skinheads sont regroupés dans la Red Action Skinhead, fraction skinhead de la Red Action, un petit groupe politique trotskiste issu d'une scission du SWP sur la question de l'antifascisme dans la rue, ou issus de bandes à caractère particulier, comme celle des skinheads de Coventry. Enfin ils permettront de fédérer nombre de skins traditionnels déçus par le tournant raciste de la scène, d'ex-punks rejetant le folklore punk's not dead et des étudiants en rupture de fac en amenant au grand public leurs thèmes de prédilection : anti-apartheid, soutien aux mineurs en grève et antiracisme dans les quartiers populaires.
En France, les premiers redskins sont portés par l'émergence de la scène dite du rock alternatif, représentée par Bérurier Noir, Nuclear Device, Ludwig von 88, Babylon Fighters, Les Kamioners du Suicide, Laid Thénardier. Ils sont particulièrement actifs et reconnus nationalement durant les luttes étudiantes de l'hiver 86 où ils contribuent à sécuriser les manifestations contre les attaques de militants d'extrême droite. Ils affichent un look empruntant autant aux skinheads qu'aux tribus « rock » en général (punks, mods, psychobillys…).
Nombre de ces redskins ont aussi gravité autour du réseau SCALP (sections carrément anti-Le Pen ou section de contre-attaque à la peur) et en particulier du SCALP-REFLEX parisien. C'est le cas de l'une des premières bandes de « chasseurs de skins », les Red Warriors.
Au reflux de la vague alternative, à partir de 1989, certains se sont ensuite rapprochés du style skinhead originel en conservant parfois quelques particularismes hérités de cette première vague redskin : bomber retourné côté doublure orange, lacets rouges, insignes et patches communistes divers…
C'est dans le Sud de la France, à Toulouse, Marseille et Bordeaux que la jonction avec un mouvement skin plus traditionnel va s'opérer encore plus avant. Mais tous les redskins ne se considèrent pas pour autant comme skinheads. Si la majeure partie d'aujourd'hui peut être rattachée aux skinheads (musiques, style vestimentaire ou de vie…), il subsiste un courant qui n'en reste qu'à la marge ou, même, s'en éloigne parfois sur le plan culturel (investis dans le rap…) et ne cultivant souvent avec les autres redskins qu'un lien social et politique.

#### RASH, une structuration des Red Skinheads au niveau global

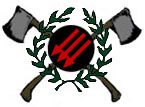
Logo du RASH.

Fondé à New York au tout-début des années 1990, le réseau RASH (Red and Anarchist Skinheads), surtout européen et – depuis quelques années – latino-américain ou encore indonésien, regroupe d'anciens redskins de la première vague et de nouveaux skinheads engagés à l'extrême gauche, parfois issus de la mouvance SHARP, le premier groupe Rash étant issu du SHARP new-yorkais et de l'Anti Fascist Action. Ses membres considèrent leur appartenance au mouvement skinhead comme un complément de leur engagement militant, le skinhead devenant une forme d'idéal ouvriériste, mais l'inverse est parfois vrai : certains skinheads « sentimentalement » ou culturellement de gauche, mais sans engagement, deviennent militants par les fréquentations, la formation ou l'acquisition expérimentale au sein de bandes et groupes où sont présents des militants du RASH.
En France, le sigle Rash (deux haches croisées, visuel popularisé par le groupe indépendantiste basque Negu Gorriak) apparaîtra tout d'abord au Havre puis à Bordeaux autour des rédacteurs du bulletin Red'n'Skinhead (1995), puis du fanzine The Shaven Republic (ou RASH est décliné en Red Action Skin Head), pour ensuite s'implanter à Paris. La plupart des skinheads RASH en France gravitent principalement autour de la CNT-AIT, de la Ligue communiste révolutionnaire (ou de nos jours le NPA), du réseau No Pasaran (issu du SCALP) mais aussi de la Fédération anarchiste, de l'Union anarchiste / the Anarchist Black Cross, de l'Organisation communiste libertaire et de différents groupes trotskistes ou guévaristes, voire marginalement autonomes post-maoïstes.
Ce mouvement revendique un antiracisme viscéral et un antifascisme radical et joue parfois la surenchère vis-à-vis du SHARP, tantôt considéré comme un allié, tantôt comme un concurrent (mais pas comme un ennemi). Les thèmes de la lutte des classes, de l'urgence révolutionnaire ou de l'internationalisme sont récurrents. Un slogan des skinheads Rash est : « Pas de guerre entre les races, pas de paix entre les classes. »
Durant les années 2000 en Allemagne, au Royaume-Uni et en France, des skinheads Rash ou proches d'autres mouvements libertaires (tels l'anarchist black cross) ont été impliqués dans les black blocks. Ces derniers sont des môles de contestation musclés présents dans les manifestations anticapitalistes et altermondialistes. Ces black blocks s'en prennent aux forces de l'ordre mais aussi aux symboles du capitalisme comme les banques ou certaines chaînes de restauration rapide.
Parmi la scène skinhead d'extrême gauche, on peut citer les italiens de Banda Bassotti, Erode, Los Fastidios ou les groupes indépendantistes catalans marxisants Opcio K-95 et Pilseners, les madrilènes de kaos Urbano, Guerilla Oi! ou Non Servium, les basques de Suburban Rebels ou Mossin Nagant, les groupes libertaires parisiens Brigada Flores Magon et Ya Basta ! ou les groupes bordelais Los Foiros et Redweiler.
Nombre de groupes, sans être d'ailleurs idéologiquement marqués, soutiennent certaines initiatives du réseau Rash. On peut citer les Allemands de Stage Bottles, les légendes britanniques Angelic Upstarts, le premier groupe Oi! Italien Nabat ou encore les très Sharp The Oppressed.
À noter que certains skinheads Sharp, Rash et de nombreux redskins s'affichent aussi comme indépendantistes, voire nationalistes. Ils se réclament des nationalismes de libération nationale en particulier au sein de minorités qui luttent pour leur reconnaissance ou leur indépendance : Bretons, Basques, Catalans, Québécois, Occitans… Ce nationalisme est généralement inspiré des groupes marxisants et internationalistes des années 1960 et 1970, il n'y a donc pas d'équivoque possible.

### Skinheads et apolitisme
Partout dans le monde où il y a une scène skinhead, nombreux sont ceux et celles qui refusent et rejettent à des degrés divers toute affiliation politique à un parti ou une tendance à travers leur identité skinhead. Ils constituent une part numériquement très importante du monde skinhead. Toutefois, cela ne signifie pas que ces skinheads sont dépourvus de conscience politique. En réalité, cette tendance se distingue par un refus de mélanger musique et culture skinhead avec quelconque engagement. Il est probable que la plupart d'entre eux votent, participent à des débats de société, s'engagent par ailleurs. Mais ils ne l'affichent pas sur leurs vêtements. Pour certains[Qui ?], le militantisme politique au sein de la scène skinhead est un poison et le mouvement skinhead doit redevenir aussi apolitique que les scènes mod, psycho, scooteriste ou rocker. Cette mouvance apolitique n'est ni structurée ni organisée, mais cette tendance qui met paradoxalement son apolitisme comme identité politique fédératrice au centre de ses préoccupations est présente internationalement et se trouve parfois prise dans les affrontements de factions politisées antagonistes.
Dans les scènes marquées à gauche de l'échiquier politique, les apolitiques sont parfois considérés comme des crypto-fascistes ou des spécialistes du retournement de veste. Il est vrai que certains skinheads français des années 1980 ont commencé par être apolitiques avant de devenir néonazis et que des passerelles existent entre « apos » et skins plus marqués à droite, mais aussi à gauche. On peut évoquer ici le très controversé chanteur du groupe L'Infanterie Sauvage, eurasien qui finira chanteur dans un groupe néonazi, mais il y eut aussi des parcours inverses. Les skinheads apolitiques se sentent parfois aujourd'hui pris entre « le marteau et l'enclume » de camps à l'antagonisme irréductible. Il est vrai que les tensions entre différentes tendances de skins rendent la situation pour ces skinheads plus que délicate, conduisant parfois ces derniers à prendre position d'une manière qui est justement politique. Lorsque le groupe français Œil pour œil, autoproclamé apolitique, choisit d'intituler son album RAC - Rock Anti Caillera, il provoqua un mini scandale. De fait, un certain nombre de thèmes abordés dans ses chansons le sont d'une manière idéologiquement proche de l’extrême droite identitaire. Le sigle RAC désigne en fait la musique des skinheads néonazis et signifie rock against communism (rock anticommuniste). D'autant plus que de nombreux skinheads d'extrême droite avaient fait de la chasse aux délinquants et dealers (« la caillera », c'est-à-dire « la racaille ») un de leurs fantasme de prédilection.
D'une manière générale, on trouve des skins « apolitiques » gravitant dans tous les courants de la scène skin.

### SkinHeads Against Racial Prejudice
À l'origine, il s'agit d'un regroupement de skins refusant l'embrigadement par l'extrême droite au début des années 1980 aux États-Unis. Le mouvement SHARP américain peut être considéré comme initialement apolitique. Les fondateurs du SHARP en 1987, Marcus Pochelo et Bruce Kreitman, sont basés à New-York et sont principalement liés à la base du NYC hardcore et non à la scène traditionnelle. Ils refusent l'affiliation à une tendance politique précise et affichent un patriotisme US farouchement antiraciste. La réalité est différente en Europe où les SHARP sont généralement liés à la scène alternative de leur ville ou région et, ce faisant, aux groupes antifascistes radicaux issus des milieux autonomes et alternatifs de ces mêmes espaces locaux ou régionaux, voire nationaux dans le cas de petits pays.
Le mouvement SHARP (Skin Heads Against Racial Prejudice, en français : « Skinheads contre les préjugés raciaux ») désigne donc de façon générale des skinheads issus de différentes tendances musicales de la scène alternative (punk, oi !, hardcore, ska, reggae…) qui se positionnent toutes contre le racisme et le fascisme, autour d'un label commun et d'un logo évoquant celui du label musical anglais Trojan Records, consacré aux musiques jamaïcaines et clairement antiraciste, s'il en est.
Le SHARP est ainsi une tendance active des groupes luttant contre l’extrême-droite, à commencer sur le terrain de la scène skinhead. Si le SHARP a très fortement contribué au développement de la scène skinhead antiraciste en étant un de ses courants dominants au début des années 1990, il s'agit davantage de nos jours d'un positionnement individuel ou de petits groupes d'amis que d'un réel réseau actif organisé, tel qu'il avait pu commencer à l'être dans la seconde moitié des années 1990.

## Tendances et courants parallèles à la mouvance skinhead

### Skinheads chrétiens
Le positionnement des skinheads chrétiens est ouvertement antiraciste et antinazi (mais il existe aussi quelques skinheads chrétiens d'extrême-droite affiliés au Ku Klux Klan ou autres groupuscules fondamentalistes). Présents essentiellement en Amérique du Nord (Canada et États-Unis) où la scène rock chrétienne est importante, les skinheads chrétiens font rarement parler d'eux en Europe.
Aux États-Unis, ils sont souvent issus de la mouvance évangélique progressiste plutôt que du catholicisme ou de l'évangélisme conservateur. Ils sont cependant beaucoup plus présents dans les milieux ska/rocksteady que dans le milieu Oi!. Parmi les groupes skins chrétiens, on peut citer le groupe de ska/rocksteady américain The Israelites, le groupe de punk hardcore américain The Deal ou le groupe streetpunk américain aux sonorités écossaises Flatfoot 56. Par contre, il s'est avéré que le groupe Oi ! allemand Jesus Skins, qui fut pendant un temps le fer de lance de cet épiphénomène marginal... était en fait un canular orchestré par des musiciens et militants anarcho-punks et des skins antifascistes hambourgeois.

### Skins homosexuels et gayskins
Il convient de distinguer nettement l'existence de personnes gays et lesbiennes au sein de la mouvance skinhead et la sous-culture dite gayskin propre au monde homosexuel principalement masculin.
Les premiers sont simplement investis dans la scène skin à l'instar de leurs pairs, au-delà des questions d'identité et sans affichage particulier à propos de leur orientation sexuelle, certains d'entre eux y introduisant éventuellement ensuite la question à travers par exemple la diffusion de matériels militants et éducatifs spécifiques, comme d'autres skins le font pour diverses causes variées traversant la mouvance skinhead (bien-être animal, droit au logement, accès à la culture…).
Ces skins sont cependant parfois regroupés au sein de collectifs anti-racistes et anti-homophobes dans la mouvance SHARP américaine (collectif Brotherhood),ou espagnole (collectif Joligan), ou encore dans le Rash (notamment en Allemagne). Il s'agit donc de personnes partageant une culture identique à leurs homologues hétérosexuels, mais homosexuels discrets ou au contraire affirmés et revendiqués comme tels, mais qui ne constituent en aucun cas un mouvement ou une tendance en tant que telle.
Les seconds viennent d'une autre affirmation sociale propre à la communauté LGBT. Si initialement ils sont bien issus d'un regroupement d'individus gays ou bisexuels ayant des liens avec la culture skinhead à la fin des années 80 à Londres, ils sont plutôt devenus une tendance fétichiste de monde gay au même titre que le look biker. Cette mode skinhead est plutôt la mise en avant des caractéristiques viriles supposées des skinheads par le biais de la réappropriation et le renversement de leur symbolique vestimentaire dans sa version la plus militariste. Partageant rarement les références musicales, le caractère hautement classiste, n'ayant pas vraiment de références collectives en dehors du clubbing, les gayskins n'ont en général à peu près aucun lien avec les skinheads au sens strict : ils n'en partagent qu'une allure générale due à des éléments vestimentaires communs.
Dans la pornographie homosexuelle masculine, le skinhead est un avatar du working class boy (jeune ouvrier), généralement teinté de sadomasochisme. Le principal avatar fantasmé de cette tendance est personnalisé par Nicky Crane, ancien membre fondateur de la sécurité du groupe néonazi Skrewdriver. Vivant une double vie en travaillant comme agent de sécurité dans les clubs gays de Londres la nuit, ces contradictions dans le contexte de l'époque deviendront parfaitement invivables dans un milieu comme dans un autre. Crane sera forcé de rompre avec son activisme néonazi, renié par ses anciens amis. Il ne trouvera jamais pour autant la reconnaissance et le respectabilité dans le milieu homosexuel britannique. Il sera fauché par l'épidémie de SIDA en 1993, après avoir totalement renié ses engagements politiques. Très connu dans le milieu homosexuel londonien (et au-delà) pour son image de dur à cuire violent, Nicky Crane, en mourant prématurément, est devenu la grande figure symbolique de la micro-mouvance gayskin, indépendamment de ses convictions politiques initiales.
Plus marginale encore, l'existence rarement vérifiée de petits groupes de skinheads néonazis homosexuels. Ces homo-naziskins tentent surtout, à travers leurs contradictions à deux étages, de faire cohabiter une identité doublement marginale, en tant que skinhead et en tant que gay, dans leur propre espace sociopolitique, peu enclin à la tolérance et aux grandes démonstrations de cohabitation pacifique.

### Gabbers
La culture gabber, sous-culture imprégnée de musique techno hardcore de genre gabber, s'est développée aux Pays-Bas dans les années 1990. Le style vestimentaire de ses membres, les gabbers, a souvent été assimilée à tort par les médias à celui de la scène skinhead.
Politiquement, la majorité des gabbers affiche des convictions antiracistes et antifascistes — en témoigne le slogan de Mokum Records, United Gabbers Against Racism and Fascism —, une part relativement restreinte de ses auditeurs évolue dans la sphère d'influence de l'extrême droite, part estimée à 5 %. Néanmoins, un certain nombre de groupes politisés tentent de s'attirer les bonnes grâces de ces jeunes, souvent issus des milieux populaires, particulièrement les groupes nationalistes et identitaires à la recherche de jeunes militants dans ces milieux. Une minorité de membres de ce courant culturel, politisés, ont été désignés sous le nom de « gabba-skins », appellation pas toujours revendiquée par ces personnes.
Le look des gabbers — crâne rasé et musique violente — a fait le jeu d'amalgames, apparentant faussement le mouvement gabber au mouvement skinhead, simplement dans sa version la plus « streetwear », et pour certains des éléments vestimentaires identifiant les groupes hooligans (marques de sports Lonsdale, Fred Perry…) les faisant nommer, pour la frange la plus violente, les « Lonsdalers ».
Cependant, la consommation fréquente de stupéfiants par les gabbers, les bagarres et la violence des thèmes abordés par la musique qu'ils écoutent ont fait des gabbers une cible toute choisie des politiques, stigmatisant l'ensemble de la scène gabber du fait de ces débordements, que toutefois nul organisateur d'événement gabber ne nie.
Autre élément identitaire, la minorité gabba-skin pratique le hakken tout comme les autres gabbers : ce style de danse, proche du style jumpstyle quoique plus rapide et syncopé, est parfois considéré comme une sorte de marche crypto-fasciste voire nazie. Toutefois, les danseurs clament haut et fort qu'il ne s'agit que d'une danse inoffensive à l'image du style musical, visant à « uit je dak gaan », « devenir dingue ».
Géographiquement, cette mouvance gabba-skin est peu présente en France (dans le Nord essentiellement), au Royaume-Uni, au Canada, en Suisse et aux États-Unis. En revanche elle, est plus importante aux Pays-Bas, en Belgique et en Allemagne. Globalement, les liens de cette scène avec les différentes composantes de la scène skin sont très faibles, pour ne pas dire inexistants.
Enfin, les gabbers revendiquent souvent la consommation de drogues comme un marqueur identitaire. S'il y a un rapprochement à faire sur le caractère antiraciste de ces deux sous cultures — les mots d'ordre « Skinheads Against Racial Prejudice » et « United Gabbers Against Racism and Fascism » sont très proches — il y a définitivement une nette disjonction entre gabbers et skinheads.

## Personnalités de la mouvance skinhead
- Ian Stuart : membre fondateur du groupe Skrewdriver, appartenait à la mouvance Skinhead d'extrême droite, ancien punk, et proche de Suggs de Madness avant la politisation du mouvement, il est l'un des principaux responsables de la politisation à l'extrême droite, réputé pour ses positions politiques mais aussi pour ses appels à la violence contre les militants communistes, ses textes homophobes, ultraviolents, xénophobes, antisémites et ultranationalistes. Il est décédé le 24 septembre 1993 à la suite d'un accident de voiture.
- Jimmy Pursey : appartenait au groupe Sham 69, un groupe non politisé de base mais qui prendra des mesures à la suite de la politisation du mouvement et du fait que de nombreux skinheads d'extrême droite fréquentent leurs concerts. Jimmy Pursey fera participer son groupe pour les concerts Rock Against Racism. (De plus, le batteur du groupe, John « Cain » Cohen, est Juif. Il était donc indirectement menacé par les skinheads d'extrême droite).
- Hoxton Tom McCourt : bassiste et leader du groupe The 4-Skins. Il rejetait violemment les militants de gauche et les militants d'extrême droite. (Bien qu'au final, le groupe The 4-Skins aura fait une musique intitulée « take no more », où le groupe sera vu comme étant xénophobe à cause de paroles contre l'immigration illégale).
- Roddy Moreno : skinhead antiraciste, il importera au Royaume-Uni le SHARP, venu tout droit des États-Unis et né en réaction contre les skinheads nationalistes et néonazis, puis il aidera à sa diffusion dans toute l'Europe. Il est aussi réputé pour ses textes violents.
- Lin Newborn : skinhead antiraciste assassiné par des skinheads néonazis dans le désert du Mojave.
- Serge Ayoub : ancien skinhead nationaliste français surnommé « Batskin » pour ses utilisations supposées fréquentes de la batte de baseball, il est à l'origine de la formation de plusieurs organisations en France ; il fut durant les années 1980 le skinhead le plus médiatisé en France.
- Iman Zarandifar : ancien membre des Evil Skins et ancien membre du Nazi Klan.

## Dans la culture populaire

### Filmographie
- This Is England, de Shane Meadows (2006)
- Romper Stomper (1992)
- American History X (1998)